# 로건 허프먼
로건 허프먼(Logan Huffman, 1989년 12월 22일~)은 미국의 배우이다.

## 출연 작품
- 더 프레피 커넥션 - 엘리스 타인스 역
- 밤 시티
- 템플
- 몬스터 파티